# Werauhia graminifolia
Werauhia graminifolia là một loài thuộc chi Werauhia. Đây là loài đặc hữu của Costa Rica.